# Ortenburg (Baviera)
Ortenburg é um município da Alemanha, situado no distrito de Passau, no estado da Baviera. Tem 60,73 km² de área, e sua população em 2019 foi estimada em 7.417 habitantes.